# 분부쿠 챠가마

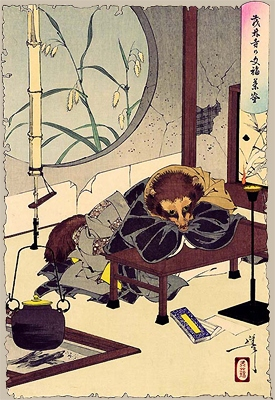
분부쿠 챠가마의 삽화. 츠키오카 요시토시, 1889-1892년 작.

분부쿠 챠가마(일본어: 分福茶釜)는 생명의 은인에게 보답하기 위해 변신 능력을 이용하는 너구리가 나오는 일본의 설화이다.

## 줄거리
어느 가난한 남자가 덫에 걸린 너구리를 발견하였으나, 불쌍히 여기고 덫에서 풀어주었다. 그날 밤, 너구리가 남자의 집에 찾아와 도와준 답례로 차솥으로 변신하여 자신을 팔고 돈을 받으라고 말했다. 다음 날, 가난한 남자는 차솥을 승려에게 팔았다. 승려는 차솥을 절에 가져와 세게 박박 문지르고 물을 채워 불 위에 올려놓았다. 너무 뜨거워 견딜 수 없자 너구리는 머리와 다리, 꼬리만 변신이 풀리게 되었고, 그 모습 그대로 절에서 도망쳤다. 너구리는 가난한 남자에게 돌아가 줄타기를 하는 차솥을 보여주는 작은 천막을 길거리에서 열자고 제안하였다. 이 계획이 성공하면서 남자는 많은 돈을 벌었고, 너구리는 새로운 친구와 집을 얻게 되었다.